# Незнакомец (фильм, 1961)
«Незнакомец» (нем. Der Fremde) — фильм 1961 года производства ГДР режиссёра Йоханнес Арпе, его единственный фильм как режиссёра.

## Сюжет
Вилли Палко несколько лет скитался по стране, подрабатывая случайными заработками. Теперь он хочет устроиться на «настоящую» работу, обосноваться, завести семью.
Он приезжает на месторождение бурого угля. У него нет квалификации, но его берут работать смазчиком в бригаде карьерных экскаваторов Шеппа. Это единственная бригада, которая всегда работает сверх нормы, на самом деле мастер шахты Брандт регулярно фальсифицирует отчётность.
Члены бригады, уже давно подозревающие неладное с показателями, изначально рассматривают Вилли как шпиона от руководства, которому поручено следить за работой бригады. Особенно его достаёт Юлиус. Вилли, видя недружелюбное отношение бригады, уже готов уволиться, но бригадир Шепп доверяет ему, показывает как работать на экскаваторе. Эта большая машина очаровывает Вилли. А ещё его очаровывает инспектор-геолог Ханна, работающая на карьере. Он остаётся.
Но подозрения бригады относительно Вилли усиливаются когда увольняют из бригады Юлиуса. На самом деле это человек Брандта, с помощью которого тот манипулировал отчетностью бригады. Юлиус, чтобы подставить Вилли сыпет в его смазку песок. Но это замечает Ханна, и благодаря ей милиция арестовывает Юлиуса, а затем и Брандта. Бригадир Шепп, который был вынужден вводить неправильные цифры в отчёты, также задерживается милицией.
В это время по предложению секретаря партии Райхерта бригада Шеппа решает пойти на сверхурочную смену. Бригадир Шепп не появляется, и Вилли садится в будку экскаватора. Бригада отрабатывает смену, но Вилли должен ответить перед руководством за свою самовольную эксплуатацию экскаватора.
Он думает, что его уволят. Но бригадир Шепп, которого отпустили из милиции сняв обвинения, и секретарь партии Райхерт поручаются за него, и Вилли отправляют на учёбу на экскаваторщика.

## В ролях
- Гюнтер Грабберт — Вилли Палко
- Харри Хиндемит — Вильгельм Шепп
- Гюнтер Зимон — партийный секретарь Райхерт
- Хельга Гёринг — Ханна
- Рудольф Ульрих — Юлиус
- Фриц Шлегель — Аурих
- Рудольф Донат — Франц
- Йоханнес Арпе — директор шахты Пфефферкорн
- Петер Харцхайм — председатель шахткома
- Эрих Брауэр — мастер шахты Брандт
- Норберт Флор — Томас
- Иоахим Томашевский — инспектор службы безопасности
- Хорст Ломмацш — трактирщик
- Антье Арпе — официантка Лони
- Гертруда Брендлер — пожилая женщина
- Фред Дельмар — машинист электровоза
- Ханс-Иоахим Хегевальд — сотрудник милиции
- Кристоф Байертт — водитель грузовика
- Вернер Диссель — рабочий
- Лоре Фриш — Эрика

## О фильме
Фильм снимался с 1959 по 1960 год, и долго не выпускался на экран, только 3 марта 1961 года фильм вышел в прокат без премьеры и через короткое время был снят с проката.
Франк-Буркхард Хабель пишет, что «по-видимому, причиной было не недостаточно удовлетворительное качество», а негативная характеристика некоторых «представителей рабочего класса».
Однако, именно отсутствие качества подмечала и современная критика, даже газета «Der Morgen» — орган либеральной ЛДПГ упрекала персонажей фильма в отсутствии психологической мотивации, в фильме преобладали «диалоги, которые в буквальном смысле слова постоянно происходят на ровном месте», и ретроспективно «Lexikon des internationalen Films» отмечает, что фильм был «схематичным, художественно далеко не лучшим фильмом, в котором преобладают фиктивные конфликты и который целенаправленно ведет к гармоничному финалу».